# Mistrzostwa Świata w Łyżwiarstwie Szybkim w Wieloboju 1898
6. mistrzostwa świata w łyżwiarstwie szybkim w wieloboju odbyły się w dniach 6–7 lutego 1898 roku w szwajcarskim Davos. Zawodnicy startowali na naturalnym lodowisku na Eisstadion. W zawodach wzięli udział tylko mężczyźni. Zawodnicy startowali na czterech dystansach: 500 m, 1500 m, 5000 m, 10000 m. Mistrzem zostawał zawodnik, który wygrywał trzy z czterech dystansów. Po raz pierwszy mistrzem został Norweg Peder Østlund, który ustanowił także rekord świata na 1500 m. Srebrnych i brązowych medali nie przyznawano. Miejsca pozostałych zawodników są nieoficjalne.

## Uczestnicy
W zawodach wzięło udział 12 łyżwiarzy z 5 krajów. Sklasyfikowanych zostało 6.
| Państwa biorące udział w mistrzostwach | Państwa biorące udział w mistrzostwach | Państwa biorące udział w mistrzostwach | Państwa biorące udział w mistrzostwach | Państwa biorące udział w mistrzostwach |
| -------------------------------------- | -------------------------------------- | -------------------------------------- | -------------------------------------- | -------------------------------------- |
| Cesarstwo Niemieckie                   | Imperium Rosyjskie                     | Norwegia                               | Holandia                               | Węgry                                  |

## Wyniki
- DNF – nie ukończył, DNS – nie wystartował, WR – rekord świata

| Pozycja | Zawodnik              | Kraj                 | 500 m     | 5000 m        | 1500 m         | 10000 m      |
| ------- | --------------------- | -------------------- | --------- | ------------- | -------------- | ------------ |
| 01 !    | Peder Østlund         | Norwegia             | DNF       | 8:52.2 (1.)   | 2:23.6 (1.) WR | 18:40.0 (1.) |
| (2.)    | Julius Seyler         | Cesarstwo Niemieckie | 47.2 (1.) | 9:14.6 (3.)   | 2:29.2 (2.)    | 18:47.8 (2.) |
| (3.)    | Gustaf Estlander      | Imperium Rosyjskie   | 47.6 (3.) | 9:15.0 (5.)   | 2:29.8 (3.)    | 18:55.8 (3.) |
| (4.)    | Wilhelm Sensburg      | Cesarstwo Niemieckie | 50.6 (7.) | 9:09.6 (2.)   | 2:35.4 (6.)    | 19:19.0 (5.) |
| (5.)    | Jan Banning           | Holandia             | 47.8 (4.) | 9:37.0 (8.)   | 2:34.2 (5.)    | 19:45.2 (6.) |
| (6.)    | Alfred Lauenburg      | Cesarstwo Niemieckie | 49.6 (5.) | 10:12.0 (10.) | 2:53.4 (10.)   | 21:18.6 (7.) |
| DNS     | Oskar Fredriksen      | Norwegia             | 47.4 (2.) | 9:25.0 (6.)   | 2:31.8 (4.)    | 59:59.9 !    |
| DNS     | Nikołaj Kriukow       | Imperium Rosyjskie   | 53.4 (9.) | 9:28.6 (7.)   | 2:37.0 (8.)    | 59:59.9 !    |
| DNF     | István Szabó          | Węgry                | 50.8 (8.) | 9:40.6 (9.)   | DNF            | 59:59.9 !    |
| DNF     | Hermann Kleeberg      | Cesarstwo Niemieckie | DNF       | DNF           | 2:36.2 (7.)    | 59:59.9 !    |
| DNF     | Jan Greve             | Holandia             | DNF       | 9:14.6 (3.)   | 2:38.4 (9.)    | 19:03.6 (4.) |
| DNS     | Eduard Fołlenwiejdier | Imperium Rosyjskie   | 50.2 (6.) | 9:59.9 !      | 9:59.9 !       | 9:59.9 !     |